# Deem Bristow
Deem Reginald Bristow (ur. 11 kwietnia 1947 w Eaton, zm. 15 stycznia 2005 w San Diego) – amerykański aktor dubbingujący w serii gier Sonic the Hedgehog. Podkładał głos Dr. Eggmanowi.

## Życiorys
Dnia 15 stycznia 2005 roku Bristow tańcząc podczas zabawy nagle upadł i niebawem zmarł w Sharp Hospital w San Diego w Kalifornii mając zaledwie 57 lat. Long John Baldry, pierwszy aktor podkładający głos Eggmanowi w serialu Adventures of Sonic the Hedgehog, również zmarł w tym samym roku.

## Gry w których użyczył głosu
- Sonic Adventure,
- Sonic Adventure 2,
- Sonic Shuffle,
- Sonic Battle,
- Sonic Heroes,
- Sonic Advance 3,
- Sonic Riders (Archiwalne klipy: aktualnie podkładającym głos Dr.Eggmana jest Mike Pollock),
- Blue Stinger.